# Homer (Nebraska)
Pour les articles homonymes, voir Homer.
Homer est un village dans le comté de Dakota, dans le Nebraska, aux États-Unis. Homer, fait partie de Sioux City. La population était de 549 au recensement de 2010.

## Histoire
Homer a été fondé en 1872.

## Géographie
Homer est situé aux coordonnées suivantes : 42° 19′ 15″ N, 96° 29′ 24″ O.
Selon le Bureau du recensement des États-Unis, le village a une superficie totale de 0,37 miles carrés (0,96 km2).

## Démographie

### Recensement de 2010
Au recensement de 2010, il y avait 549 personnes, 213 ménages, et 154 familles résidant dans le village. La densité de population était 1,483.8 habitants par mile carré (572,9 km2). Il y avait 228 unités de logement à une densité moyenne de 616,2 par mile carré (237,9 km2). Le maquillage racial du village était de 92,5 % de blanc, de 5,3 % d'amérindien, de 0,2 % d'autres population. La population d'hispanique ou de latino étaient de 0,9 % de la population.
Il y avait 213 ménages, dont 42,3 % avaient des enfants de moins de 18 ans vivant avec eux, 52,1 % étaient des couples mariés vivant ensemble et 27,7 % étaient des non-familles. 25,8 % de tous les ménages se sont composés des individus et 13,6 % eus quelqu'un vivant seul qui étaient âgés de 65 ans ou plus.
L'âge médian dans le village se trouvait à 36,8 ans. 29 % des résidents étaient âgés de moins de 18 ans, 8,8 % étaient âgés de 18 à 24 ans, 24 % étaient de âgés de 25 à 44 ans, 23,4 % étaient âgés de 45 à 64 ans et 14,9 % étaient âgés de 65 ans ou plus. La composition de l'égalité du village était de 46,3 % d'hommes et 53,7 % de femmes.

### Recensement de 2000
Au recensement de 2000, il y avait 590 personnes, 211 ménages, et 163 familles résidant dans le village. La densité de population était 1,561.5 personnes par mile carré (599,5 km2). Il y avait 222 unités de logement à une densité moyenne de 587,5 par mile carré (225,6 km2).
Le maquillage racial du village était 96,95 % de blanc, 2,88 % d'amérindien, les hispaniques ou latinos étaient de 0,34 % de la population.
Il y avait 211 ménages, dont 38,9 % avaient des enfants de moins de 18 ans vivant avec eux, 60,7 % étaient des couples mariés vivant ensemble, 12,8 % ont eu un chef de ménage féminin sans mari et 22,7 % étaient des non-familles.
Dans le village la population a été étendue avec 33,2 % sous l'âge de 18 ans, 7,3 % de 18 à 24 ans, 27,5 % entre 25 et 44 ans, 20,5 % entre 45 et 64 ans et 11,5 % entre 65 ans ou plus. L'âge médian était de 33 ans.
En 2000, le revenu médian pour une maison dans le village était de 44,500 dollars, et le revenu médian pour une famille était 51,250 dollars. Les hommes ont eu un revenu médian de  37,667 dollars contre 22,426 dollars pour les femmes. Le revenu par habitant pour le village était de 17,361 dollars. Environ 6,2 % des familles et 8,2 % de la population étaient au-dessous du seuil de pauvreté, y compris 14,2 % des moins de 18 ans et 2,7 % des personnes de 65 ans ou plus.

## Personnalités liées à la ville
- James Capone, frère aîné d'Al Capone, est mort à Homer en 1952.

## Sources